# Sesquialtera ramecourti
Sesquialtera ramecourti là một loài bướm đêm trong họ Geometridae.